# Листер, Джозеф
Джо́зеф Ли́стер [лорд Листер] (англ. Joseph Lister; 5 апреля 1827 — 10 февраля 1912) — английский хирург и учёный, создатель хирургической антисептики, член Палаты лордов.
Учитывая, что аналогичные идеи Игнаца Земмельвейса, высказанные на 20 лет раньше, не встретили понимания, именно к Листеру фактически восходит современная антисептика.
В честь Джозефа Листера назван род бактерий — листерия (Listeria), включающий патогенный для человека вид Listeria monocytogenes.
Член (1860) и президент (1895—1900) Лондонского королевского общества, иностранный член Парижской академии наук (1912).

## Биография
Джозеф Листер родился четвёртым ребёнком 5 апреля 1827 года в Аптоне (графство Эссекс).
В 1852 году получил степень бакалавра медицины, с отличием закончив Лондонский университет. После окончания университета был назначен в колледже университетской больницы на должность резидент-ассистента. Через некоторое время Джозеф переехал в Эдинбург, где устроился на работу в клинику Сайма. Именно в это время были впервые опубликованы его лекции 1854—1855 годов по клинической хирургии, которые посвящены в основном офтальмологии.
Хирургом Листер стал лишь в 1858 году, устроившись на эту должность в Королевскую больницу Эдинбурга. Примерно в это же время он начал преподавать хирургию в университете. В 1860 году Джозеф в Глазго получил звание профессора хирургии.
В 1867 году под влиянием работ Луи Пастера по брожению, гниению и самопроизвольному зарождению в своём труде «О новом способе лечения переломов и гнойников с замечаниями о причинах нагноения» предложил свой антисептический метод. Причём Листера публично обвинили в том, что он «приписывает первое хирургическое применение карболовой кислоты» себе. Статья с обвинениями Листера в плагиате видимо принадлежала Джеймсу Симпсону, который ввёл в клиническую практику хлороформ. Листер возражал, что ранее он был не знаком с трудами французского фармацевта Жюля Лемера, «поскольку работа французского хирурга, похоже, не привлекла внимания представителей нашей профессии». Кроме того Листер указывал, что в его методе «новинкой было не применение карболовой кислоты в хирургии (на что я никогда не претендовал), а методы её применения с целью защитить заживающие раны от внешнего проникновения». Ознакомившись с работой Лемера, Листер также указывал, что французский медик слишком широко рекомендовал применение карболовой кислоты и не предлагал никакого метода или руководящего принципа использования, а также рекомендовал слишком слабый раствор кислоты.
До 1877 года Листер работал в Эдинбурге, после чего по приглашению переехал в Лондон для работы в Королевской больнице Лондона. Здесь он также вёл преподавательскую деятельность вплоть до 1882 года.
В 1880 году учёный был награждён Королевской медалью Лондонского королевского общества.
В 1896 году Листер, заметный учёный, почётный член многих университетов и научных обществ, был назначен на должность председателя Королевского медицинского общества.
Джозеф Листер скончался 10 февраля 1912 года в английском городе Уолмер и был погребён в Вестминстерском аббатстве. В некрологе от имени Британской королевской коллегии хирургов было сказано: «Его спокойный характер, невозмутимый темперамент, непреклонная воля, безразличие к насмешкам, терпимость к враждебной критике — всё это сделало его благороднейшим человеком. Плоды его труда останутся навечно. Человечество будет благославлять его всегда, и слава его будет бессмертна».

## Память
- Изображён на английской почтовой марке 1966 года.
- Мемориальная доска на восточной стене главного входа в здание Медицинской школы (Эдинбург)[11].